# Chór Młodzieżowy Państwowej Szkoły Muzycznej I i II stopnia w Legnicy
Chór Zespołu Szkół muzycznych w Legnicy – młodzieżowy chór złożony z uczniów oraz absolwentów Państwowej Szkoły Muzycznej w Legnicy. Nie posiada on stałego składu. Rotacja członków chóru następuje co roku wraz z rozpoczęciem nowego roku szkolnego. Mimo tego iż co roku pojawiają się nowe osoby chór odnosi sukcesy. Wśród nich jest między innymi pierwsza nagroda im. Henryka Karlińskiego w kategorii chórów młodzieżowych na Ogólnopolskim Turnieju Chórów „Legnica Cantat” w 2007 roku.